# Liste der National Historic Sites of Canada in New Brunswick
Diese Liste beinhaltet alle Bauwerke, Objekte und Stätten in der kanadischen Provinz New Brunswick/Nouveau-Brunswick, die den Status einer National Historic Site of Canada (frz. lieu historique national du Canada) besitzen. Das kanadische Bundesministerium für Umwelt nahm 62 Stätten in diese Liste auf. Von diesen werden acht von Parks Canada verwaltet.
Stand: September 2017

## National Historic Sites
| Historische Stätte                                 | Datum                | Kenn- zeichnung | Standort                                              | Beschreibung | Foto                                               |
| -------------------------------------------------- | -------------------- | --------------- | ----------------------------------------------------- | --- | -------------------------------------------------- |
| 1 Chipman Hill                                     | 1854 (Bauende)       | 1984            | Saint John 45° 16′ 27″ N, 66° 3′ 47″ W                | Typisches Stadthaus der oberen Mittelklasse in Saint John Mitte des 19. Jahrhunderts; besitzt eine Reihe von Trompe-l’œil-Malereien an Wänden und Decken.                                                          | 1 Chipman Hill                                     |
| Arts Building                                      | 1827 (Bauende)       | 1951            | Fredericton 45° 56′ 54″ N, 66° 38′ 29″ W              | Klassisch inspiriertes Ziegelsteingebäude auf dem Gelände der University of New Brunswick; das älteste weiterhin verwendete universitäre Gebäude Kanadas.                                                          | Arts Building                                      |
| Augustine Mound                                    | ca. 500 v. Chr.      | 1975            | Metepenagiag 46° 55′ 48″ N, 65° 49′ 20″ W             | Kreisförmige Ritualstätte um einen Grabhügel; eine heilige Stätte der Mi’kmaq mit Spuren von Begrägnisritualen der Adena-Kultur.                                                                                   |                                                    |
| Bahnhof McAdam                                     | ca. 1840 (Gründung)  | 1993            | McAdam 45° 35′ 20″ N, 67° 19′ 48″ W                   | Aus Stein errichteter Bahnhof im Châteauesque-Neorenaissance-Stil; von der Canadian Pacific Railway erbaut und ein seltenes Beispiel eines Bahnhofs mit Hotel.                                                     | Bahnhof McAdam                                     |
| Bahnhof Rothesay                                   | 1860 (Bauende)       | 1976            | Rothesay 45° 23′ 22″ N, 65° 59′ 57″ W                 | Von der European and North American Railway erbauter Bahnhof; erinnert an die Entwicklung der Eisenbahn in den Seeprovinzen; gutes Beispiel der Standardbahnhöfe dieser Gesellschaft.                              | Bahnhof Rothesay                                   |
| Baumwollspinnerei Marysville                       | 1885 (Bauende)       | 1986            | Fredericton 45° 58′ 42″ N, 66° 35′ 20″ W              | Viergeschossige, aus roten Backsteinen errichtete Baumwollspinnerei mit zentralem Turm; diese Spinnerei gehörte zu den größten Kanadas.                                                                            | Baumwollspinnerei Marysville                       |
| Beaubears-Island-Werft                             | 1790 (Gründung)      | 2001            | Miramichi 46° 58′ 18″ N, 65° 34′ 18″ W                | Eine 24 Hektar große Fundstätte mit Überresten einer Werft des frühen 19. Jahrhunderts. | Beaubears-Island-Werft                             |
| Belmont House / R. Wilmot Home                     | 1820 (Gründung)      | 1975            | Lincoln 45° 54′ 49″ N, 66° 35′ 14″ W                  | Ein großes Landhaus im neoklassizistischen Stil; Domizil des Politikers Robert Duncan Wilmot. |                                                    |
| Boishébert                                         | 1820 (Gründung)      | 1975            | Miramichi 46° 58′ 11″ N, 65° 34′ 43″ W                | Standort eines Lagers auf Beaubears Island, wo Akadier von 1756 bis 1760 lebten, um der Vertreibung durch die Briten zu entgehen.                                                                                  |                                                    |
| Carleton Martello Tower                            | 1815 (Bauende)       | 1930            | Saint John 45° 15′ 8″ N, 66° 4′ 34″ W                 | Ein Martello-Turm auf der gegenüberliegenden Seite des Hafens, während des Britisch-Amerikanischen Kriegs zum Schutz vor Angriffen erbaut.                                                                         | Carleton Martello Tower                            |
| Chandler House / Rocklyn                           | 1831 (Bauende)       | 1971            | Dorchester 45° 53′ 55″ N, 64° 30′ 55″ W               | Ein neoklassizistisches Wohnhaus, Domizil des Politikers Edward Barron Chandler. |                                                    |
| Charles Connell House                              | 1840 (Bauende)       | 1975            | Woodstock 46° 9′ 4″ N, 67° 34′ 30″ W                  | Hölzernes Landhaus im Greek-Revival-Stil, Domizil des Politikers Charles Connell; in der ersten Hälfte des 19. Jahrhunderts waren klassisch inspirierte Wohnhäuser in sehr selten in Kanada.                       | Charles Connell House                              |
| Charlotte County Court House                       | 1831 (Bauende)       | 1971            | St. Andrews 45° 4′ 32″ N, 67° 2′ 57″ W                | Einfaches Fachwerkhaus mit Säulengang; das am besten erhaltene Beispiel eines typischen Gerichtsgebäudes in New Brunswick Mitte des 19. Jahrhunderts.                                                              | Charlotte County Court House                       |
| Christ Church Anglican                             | 1856 (Bauende)       | 1990            | Maugerville 45° 52′ 17″ N, 66° 26′ 47″ W              | Anglikanisches Kirchengebäude aus Holz, typisch für die neugotische Kirchenbau-Architektur Kanadas. |                                                    |
| Christ Church Cathedral                            | 1853 (Bauende)       | 1981            | Fredericton 45° 57′ 27″ N, 66° 38′ 6″ W               | Anglikanische Kathedrale, dessen Turm ein Wahrzeichen des historischen Zentrums von Fredericton ist; eines der besten Beispiele der neugotischen Kirchenbau-Architektur Kanadas.                                   | Christ Church Cathedral                            |
| Denys Fort / Habitation                            | 17. Jhdt. (Gründung) | 1952            | Shippagan 47° 52′ 53″ N, 64° 35′ 22″ W                | Archäologische Überreste eines französischen Handelspostens des 17. Jahrhunderts. | Denys Fort                                         |
| Fort Beauséjour / Fort Cumberland                  | 1751 (Gründung)      | 1920            | Aulac 45° 51′ 52″ N, 64° 17′ 30″ W                    | Sternförmige französische Festung am Chignecto-Isthmus; Eroberung durch die Briten im Jahr 1755; Zurückschlagung eines Angriffs amerikanischer Revolutionäre im Jahr 1776.                                         | Fort Beauséjour / Fort Cumberland                  |
| Fort Charnisay                                     | 1645 (Gründung)      | 1923            | Saint John 45° 15′ 46″ N, 66° 4′ 33″ W                | Standort mehrerer aufeinanderfolgender Festungen zwischen 1645 und 1775 aufgrund der strategischen Lage am westlichen Ende des Hafens.                                                                             | Fort Charnisay                                     |
| Fort Gaspareaux                                    | 1751 (Gründung)      | 1920            | Port Elgin 46° 2′ 34″ N, 64° 4′ 15″ W                 | Archäologische Stätte mit Spuren einer französischen Festung; Symbol für die Auseinandersetzung zwischen Franzosen und Briten um Nordamerika in den 1750er Jahren.                                                 | Fort Gaspareaux                                    |
| Fort Howe                                          | 1777 (Gründung)      | 1966            | Saint John 45° 16′ 36″ N, 66° 4′ 23″ W                | Teilrekonstruktion einer Festung, die Saint John während des Amerikanischen Unabhängigkeitskrieges und des Britisch-Amerikanischen Krieges vor Angriffen schützte.                                                 | Fort Howe                                          |
| Fort Jemseg                                        | 1659 (Gründung)      | 1927            | Jemseg 45° 46′ 7″ N, 66° 7′ 56″ W                     | Standort eines englischen Handelspostens, im Jahr 1674 von den Niederländern eingenommen. |                                                    |
| Fort La Tour                                       | 1631 (Gründung)      | 1923            | Saint John 45° 16′ 22″ N, 66° 4′ 20″ W                | Archäologische Stätte mit den Überresten eines befestigten französischen Handelspostens des 17. Jahrhunderts; eines der frühesten Zentren des Pelzhandels zwischen Franzosen und Ureinwohnern in der Region.       | Fort La Tour                                       |
| Fort Nashwaak (Naxoat)                             | 1691 (Gründung)      | 1924            | Saint John 45° 57′ 41″ N, 66° 37′ 36″ W               | Standort einer französischen Festung an der Mündung des Nashwaak River in den Saint John River; Ausgangspunkt zahlreicher Raubzüge gegen Neuengland.                                                               | Fort Nashwaak                                      |
| Fort Nerepis                                       | 1659 (Gründung)      | 1930            | Grand Bay-Westfield 45° 22′ 12″ N, 66° 14′ 3″ W       | Ein Cairn, der den ungefähren Standort einer befestigten Siedlung der Maliseet und einer späteren Festung der Franzosen markiert; die Überreste der Befestigungen und ihre genaue Lage sind nie gefunden worden.   | Fort Nerepis                                       |
| Fredericton City Hall                              | 1876 (Bauende)       | 1984            | Fredericton 45° 57′ 49″ N, 66° 38′ 35″ W              | Dreigeschossiges Rathaus im Second-Empire-Stil; das älteste Rathaus in den Atlantischen Provinzen, das heute noch für Verwaltungszwecke genutzt wird.                                                              | Fredericton City Hall                              |
| Fredericton Military Compound                      | 1784 (Gründung)      | 1960            | Fredericton 45° 57′ 46″ N, 66° 38′ 27″ W              | Bedeutende Gebäudegruppe der britischen Kolonialzeit, die mehr als 200 Jahre lang Institutionen des Militärs und der Regierung diente.                                                                             | Fredericton Military Compound                      |
| Free Meeting House                                 | 1821 (Bauende)       | 1990            | Moncton 46° 5′ 39″ N, 64° 46′ 27″ W                   | Einfaches hölzernes Fachwerkhaus, das eine Zeit lang von allen Konfessionen als Andachtsort genutzt wurde; ein Symbol der religiösen Toleranz in den Seeprovinzen.                                                 | Free Meeting House                                 |
| Greenock Church                                    | 1824 (Bauende)       | 1999            | St. Andrews 45° 4′ 37″ N, 67° 3′ 13″ W                | Ein Kirchengebäude, das eine Vorreiterrolle bei der Entwicklung des Presbyterianismus in New Brunswick spielte; exzellentes Beispiel des palladianischen Stils in der kanadischen Kirchenbau-Architektur.          | Greenock Church                                    |
| Hammond House                                      | 1889 (Bauende)       | 1990            | Sackville 45° 53′ 59″ N, 64° 22′ 37″ W                | Für den Künstler John A. Hammond erbautes Wohnhaus, heute Teil des Campus der Mount Allison University; ein exzellentes Beispiel des Queen-Anne-Stil im kanadischen Wohnhausbau.                                   |                                                    |
| Hartland Bridge                                    | 1921 (Bauende)       | 1977            | Hartland 46° 17′ 48″ N, 67° 31′ 51″ W                 | Eine gedeckte Holzbrücke über den Saint John River; die weltweit längste Brücke dieser Art. | Hartland Bridge                                    |
| Imperial / Bi-Capitol Theatre                      | 1913 (Bauende)       | 1985            | Saint John 45° 16′ 22″ N, 66° 3′ 28″ W                | Theatergebäude des frühen 20. Jahrhunderts von nationaler Bedeutung. | Imperial / Bi-Capitol Theatre                      |
| La Coupe Dry Dock                                  | 18. Jhdt. (Gründung) | 1933            | Aulac 45° 51′ 49″ N, 64° 16′ 29″ W                    | Von Akadiern erbautes Trockendock zum Bau von Flussschiffen. |                                                    |
| Leuchtturm Miscou Island                           | 1856 (Bauende)       | 1974            | Miscou Island 48° 0′ 32″ N, 64° 29′ 28″ W             | Eine der wenigen erhalten gebliebenen, aus Holz errichteten achteckigen Leuchttürme Kanadas, gehört zu den ältesten am Sankt-Lorenz-Golf.                                                                          | Leuchtturm Miscou Island                           |
| Loyalist House                                     | 1817 (Bauende)       | 1958            | Saint John 45° 16′ 28″ N, 66° 3′ 41″ W                | Exzellentes Beispiel des in Neuengland typischen Federal Style; ein Vertreter jener Häuser, die im frühen 19. Jahrhundert von wohlhabenden Loyalisten errichtet wurden.                                            | Loyalist House                                     |
| Marine Hospital                                    | 1831 (Bauende)       | 1989            | Miramichi 47° 1′ 20″ N, 65° 30′ 37″ W                 | Ein aus Sandstein errichtetes Gebäude mit gewölbter Kuppel; das älteste erhalten gebliebene Seefahrerkrankenhaus Kanadas.                                                                                          | Marine Hospital                                    |
| Historischer Bezirk (Marysville)                   | ca. 1840 (Gründung)  | 1993            | Fredericton 45° 58′ 44″ N, 66° 35′ 17″ W              | Ehemalige Industriesiedlung am Ufer des Nashwaak River; ein seltenes erhalten gebliebenes Beispiel einer geplanten Arbeitersiedlung des 19. Jahrhunderts, bei der sowohl Fabrik als auch Wohnhäuser intakt sind.   |                                                    |
| Historischer Bezirk (St. Andrews)                  | 1783 (Gründung)      | 1962            | St. Andrews 45° 4′ 23″ N, 67° 2′ 51″ W                | Ältester Teil der heutigen Stadt; gutes Beispiel einer Stadt in Kanada, deren Bebauungsplan auf britischen Vorbildern des 18. Jahrhunderts beruht.                                                                 | Historischer Bezirk (St. Andrews)                  |
| Meductic Indian Village / Fort Meductic            | 17. Jhdt. (Gründung) | 1924            | Meductic 45° 59′ 53″ N, 67° 29′ 40″ W                 | Hauptsiedlung der Maliseet im 17. Jahrhundert und wichtiges Zentrum des Pelzhandels; 1968 beim Bau des Mactaquac-Damms unter Wasser gesetzt.                                                                       | Meductic Indian Village / Fort Meductic            |
| Minister’s Island                                  | 1889 (Gründung)      | 1996            | St. Andrews 45° 6′ 19″ N, 67° 2′ 41″ W                | Sommerresidenz des Unternehmers William Cornelius Van Horne im Picturesque-Stil, auf einer 280 Hektar großen Insel in der Passamaquoddy Bay gelegen.                                                               | Minister’s Island                                  |
| Minister’s Island Pre-contact Sites                | ca. 1000 v. Chr.     | 1978            | St. Andrews 45° 6′ 25″ N, 67° 2′ 30″ W                | Archäologische Stätten mit den Überresten von vier Häusern und eines Muschelhaufens (Bestandteil einer Wintersiedlung).                                                                                            |                                                    |
| Monument Lefebvre                                  | 1856 (Bauende)       | 1994            | Memramcook 45° 58′ 46″ N, 64° 34′ 0″ W                | Zu Ehren von Camille Lefebvre erbautes Haus, der die erste französischsprachige Bildungseinrichtung mit universitärem Abschluss in den Atlantischen Provinzen gegründet hatte; heute ein akadisches Kulturzentrum. | Monument Lefebvre                                  |
| Number 2 Mechanics’ Volunteer Company Engine House | 1841 (Bauende)       | 1995            | Saint John 45° 16′ 25″ N, 66° 3′ 25″ W                | Die älteste erhalten gebliebene Feuerwache Kanadas, erbaut zur Unterbringung von handbetriebenen Löschfahrzeugen; Symbol der frühen Phase der Brandbekämpfung, als noch Freiwilligenverbände üblich waren.         | Number 2 Mechanics’ Volunteer Company Engine House |
| Old Government House                               | 1828 (Bauende)       | 1958            | Fredericton 45° 57′ 57″ N, 66° 39′ 21″ W              | Offizielle Residenz des Vizegouverneurs von New Brunswick, erbaut im Stil des Palladianismus. | Old Government House                               |
| Ordnance Building                                  | 1842 (Bauende)       | 2014            | Saint John 45° 15′ 55″ N, 66° 3′ 15″ W                | Ein militärisches Gebäude (auch bezeichnet als HMCS Brunswicker oder Ordnance Store, Building 36) aus der Kolonialzeit in Saint John, welches das große Feuer von 1877 überstand.                                  |                                                    |
| Oxbow                                              | ca. 1000 v. Chr.     | 1982            | Metepenagiag 46° 56′ 20″ N, 65° 48′ 40″ W             | Archäologische Strata, die im Lehm und Kies des Little Southwest Miramichi River vergraben sind; die Kultur der Mi’kmaq kann so über einen Zeitraum von 3000 Jahren zurückverfolgt werden.                         |                                                    |
| Prince William Streetscape                         | 1877 (nach Brand)    | 1981            | Saint John 45° 16′ 17″ N, 66° 3′ 43″ W                | Eine Konzentration architektonisch herausragender Verwaltungs- und Bürogebäude des späten 19. Jahrhunderts; entstanden nach dem Stadtbrand von 1877.                                                               | Prince William Streetscape                         |
| Quarantänestation Partridge Island                 | 1830 (Bauende)       | 1974            | Saint John 45° 14′ 21″ N, 66° 3′ 12″ W                | Eine von zwei bedeutenden Quarantänestationen in Kanada im 19. Jahrhundert; wurde errichtet, um die Einwohner vor ansteckenden, von Schiffspassagieren eingeschleppten Krankheiten zu schützen.                    | Quarantänestation Partridge Island                 |
| Saint John City Market                             | 1876 (Bauende)       | 1986            | Saint John 45° 16′ 26″ N, 66° 3′ 36″ W                | Ein seltenes und bekanntes erhalten gebliebenes Beispiel einer Markthalle des 19. Jahrhunderts. | Saint John City Market                             |
| Saint John County Court House                      | 1829 (Bauende)       | 1974            | Saint John 45° 16′ 25″ N, 66° 3′ 25″ W                | Ein für das frühe 19. Jahrhundert typisches neoklassizistisches Gerichtsgebäude; repräsentativ für das Justizwesen dieser Provinz.                                                                                 | Saint John County Court House                      |
| Seal Cove Smoked Herring Stands                    | 1870 (Gründung)      | 1995            | Grand Manan Island 44° 39′ 7″ N, 66° 50′ 21″ W        | 54 hölzerne Gebäude um eine von Wellenbrechern geschützte Bucht; eine Kulturlandschaft, die für die Seeprovinzen einst typisch war, heute aber nur noch selten zu finden ist.                                      | Seal Cove Smoked Herring Stands                    |
| St. Andrews Blockhouse                             | 1813 (Bauende)       | 1962            | St. Andrews 45° 4′ 38″ N, 67° 3′ 43″ W                | Eine der wenigen erhalten gebliebenen Beispiel eines Blockhauses des Britisch-Amerikanischen Kriegs in Kanada; von den Einwohnern von St. Andrews erbaut, um sich vor amerikanischen Überfällen zu schützen.       | St. Andrews Blockhouse                             |
| St. Anne’s Chapel of Ease                          | 1847 (Bauende)       | 1989            | Fredericton 45° 57′ 40″ N, 66° 38′ 54″ W              | Kleine neugotische Steinkapelle, welche den Einfluss und die Prinzipien der Cambridge Camden Society in Kanada reflektiert.                                                                                        | St. Anne’s Chapel of Ease                          |
| St. John’s Anglican Church                         | 1826 (Bauende)       | 1989            | Saint John 45° 16′ 34″ N, 66° 3′ 42″ W                | Anglikanisches Kirchengebäude; eines der frühesten Beispiele der Neugotik in Kanada. | St. John’s Anglican Church                         |
| St. Luke’s Anglican Church                         | 1833 (Bauende)       | 1994            | Quispamsis 45° 26′ 38″ N, 65° 59′ 17″ W               | Kleines anglikanisches Kirchengebäude aus Holz; eines der besten Beispiele einer Kirche dieser Art in Kanada, welche die architektonischen Traditionen von James Gibbs und Christopher Wren aufgreift.             |                                                    |
| St. Paul’s United Church                           | 1886 (Bauende)       | 1990            | Fredericton 45° 57′ 35″ N, 66° 38′ 43″ W              | Ehemaliges presbyterianisches Kirchengebäude, heute zur United Church of Canada gehörend; ein exzellentes Beispiel der Neugotik in Kanada.                                                                         |                                                    |
| St. Stephen Post Office                            | 1887 (Bauende)       | 1983            | St. Stephen 45° 11′ 33″ N, 67° 16′ 38″ W              | Von Thomas Fuller entworfenes öffentliches Gebäude im neoromanischen Stil; ursprünglich als Postamt erbaut, später auch als Zollbüro und Steuerverwaltung genutzt; seit 1965 Rathaus.                              |                                                    |
| Tilley House                                       | 1810 (Bauende)       | 1965            | Gagetown 45° 46′ 58″ N, 66° 8′ 36″ W                  | Aus Holz erbautes Wohnhaus, in dem der Politiker Samuel Leonard Tilley geboren wurde und seine Kindheit verbrachte.                                                                                                |                                                    |
| Tonge’s Island                                     | 1676 (Gründung)      | 1925            | Sackville 45° 51′ 11″ N, 64° 16′ 40″ W                | Von Michel Leneuf de la Vallière de Beaubassin gegründete Siedlung, die von 1678 bis 1684 Hauptstadt von Akadien war.                                                                                              | Tonge’s Island                                     |
| Trinity Church und Pfarrhaus                       | 1789 (Bauende)       | 1977            | Kingston 45° 30′ 9″ N, 65° 58′ 33″ W                  | Das älteste in New Brunswick noch bestehende anglikanische Kirchengebäude; seltenes Beispiel eines erhalten gebliebenen Ensembles aus Kirche und Pfarrhaus in den Seeprovinzen.                                    | Trinity Church und Pfarrhaus                       |
| William Brydone Jack Observatory                   | 1851 (Bauende)       | 1954            | Fredericton 45° 56′ 53″ N, 66° 38′ 27″ W              | Ein hölzerner achteckiger Turm, der als erste Sternwarte Kanadas diente. | William Brydone Jack Observatory                   |
| Wolastoq (Saint John River)                        |                      | 2011            | Edmundston bis Bay of Fundy 45° 16′ 0″ N, 66° 4′ 0″ W | Ein Fluss, der in der 10.000-jährigen Geschichte der Maliseet und bei der vor 400 Jahren begonnenen Besiedlung der Europäer eine wichtige Rolle spielte.                                                           | Wolastoq                                           |
| York County Court House                            | 1858 (Bauende)       | 1960            | Fredericton 45° 57′ 40″ N, 66° 38′ 15″ W              | Das älteste erhalten gebliebene Gerichtsgebäude in New Brunswick, das aus Backsteinen errichtet wurde. |                                                    |